# Oraistes luridus
Oraistes luridus är en insektsart som beskrevs av Karsch 1896. Oraistes luridus ingår i släktet Oraistes och familjen gräshoppor. Inga underarter finns listade i Catalogue of Life.